# Scarus forsteni
Scarus forsteni är en fiskart som först beskrevs av Pieter Bleeker, 1861.  Scarus forsteni ingår i släktet Scarus och familjen Scaridae. IUCN kategoriserar arten globalt som livskraftig. Inga underarter finns listade i Catalogue of Life.